# Péfka (Évros)
Péfka, en grec moderne : Πεύκα, est un village du dème d'Alexandroúpoli  de l'Évros, en Macédoine-Orientale-et-Thrace, Grèce.
Selon le recensement de 2021, la localité compte 27 habitants.